# Ouano
La Ouano est une rivière du Gabon située dans la province de Ngounié à 300 km au sud-est de Libreville.